# Ил Моро (Парма)
Ил Моро је насеље у Италији у округу Парма, региону Емилија-Ромања.
Према процени из 2011. у насељу је живело 218 становника. Насеље се налази на надморској висини од 53 м.